# 疏齿紫珠
疏齿紫珠（学名：Callicarpa remotiserrulata）是马鞭草科紫珠属的植物，为台灣的特有植物。分布于台灣本島，目前尚未由人工引种栽培。